# Forza Motorsport (відеогра, 2023)
Forza Motorsport — це симуляційна гоночна відеогра 2023 року, розроблена Turn 10 Studios і видана Xbox Game Studios . Гра була випущена для Windows і Xbox Series X/S 10 жовтня 2023 року.  Це тринадцята основна частина серії Forza .  Незважаючи на те, що це восьма гра Forza Motorsport, що прийшла на зміну Forza Motorsport 7, це перезавантаження титульної підсерії, у якій відмінено послідовну нумерацію з назв минулих записів. Гра отримала позитивні відгуки від критиків після випуску, але загалом негативно сприйнята суспільством.

## Геймплей
Forza Motorsport — це симуляційна гоночна відеогра .    На момент запуску Forza Motorsport містить понад 500 автомобілів і 800 оновлень, а також 20 нових трас.  Хоча понад 100 із них є новими для серії, багато з них повертаються з попередніх ігор Forza Motorsport . 
Forza Motorsport включає такі елементи, як трасування променів у режимі реального часу на трасі, знос шин, динамічний час доби, зміни моделі пошкоджень із більш чітким визначенням пошкоджень, відколи фарби та накопичення бруду. Є й інші ефекти, такі як «анімаційне життя доріжки», «ефекти фізичного освітлення та об’ємного туману» та «повністю процедурна хмарна система».  Гра також включає режим кар’єри для одного гравця та кілька онлайн-режимів для кількох гравців. На момент запуску Forza Motorsport матиме чотири пакети DLC для гравців.  У грі є система прогресування, натхненна рольовими відеоіграми . У міру прогресу гравці отримають «автомобільні бали» для кожного окремого транспортного засобу, дозволяючи гравцям покращувати та змінювати його характеристики, такі як максимальна швидкість, прискорення та керованість під час змагань.

## Розробка та випуск
Forza Motorsport було вперше анонсовано на Xbox Showcase у 2020 році.  Раніше датою випуску Forza Motorsport було призначено «весну 2023 року», але пізніше її перенесли на кінець 2023 року.   Ранній доступ до гри було відкрито 5 жовтня 2023 року для всіх власників Premium Edition і Premium Add-Ons Bundle, а повний випуск гри відбувся 10 жовтня 2023 року.  Студія Turn 10 описала Forza Motorsport як « гоночну платформу, що розвивається », а це означає, що вони підтримуватимуть гру, додаючи нові автомобілі та події щомісяця, а нові треки додаватимуться через регулярні проміжки часу. 
В інтерв’ю GamesRadar+ Кріс Есакі, креативний директор Turn 10 Studios, підкреслив прагнення команди «розсунути межі реалізму» у Forza Motorsport і описав гру як «технічно найдосконалішу гоночну гру, коли-небудь створену»  за допомогою консолей Xbox Series X і Series S для відтворення графіки вищої чіткості, ніж у попередників. 

## Рецепція
| Агрегатор  | Оцінка                    |
| ---------- | ------------------------- |
| Metacritic | (PC) 83/100 (XSXS) 84/100 |
| OpenCritic | 84%                       |

| Видання  | Оцінка |
| -------- | ------ |
| GameSpot | 9/10   |
| IGN      | 8/10   |

За даними агрегатора оглядів Metacritic, Forza Motorsport отримала загалом схвальні відгуки критиків.  За даними OpenCritic, 84% із 115 критиків рекомендували гру.  Реакція спільноти на гру більш негативна, з критикою, зосередженою на численних помилках і системі прогресу гри  та загальному браку вмісту порівняно з попередніми іграми серії. У Steam гра отримала «переважно негативні» відгуки від гравців. 
Люк Рейлі з IGN назвав Forza Motorsport «найкращою грою у франшизі Motorsport на сьогоднішній день». Хоча він скаржився на нову систему прогресу в стилі рольової гри та відсутність багатокористувацьких режимів на розділеному екрані, він похвалив багатокористувацькі режими онлайн як найкращі в серії, і вважав, що гра має потенціал стати «серйозно багатим місцем перегонів протягом найближчі роки», якщо Turn 10 продовжить підтримувати гру безкоштовними оновленнями та вмістом після запуску.  Пишучи для GameSpot, Алессандро Барбоза описав гру як «тріумфальне повернення серії симуляторів гонок». Барбозі сподобалася система прогресування, схожа на RPG, і він додав, що вона забезпечує найбільш «винагороджувальний» досвід у франшизі. Хоча він помітив, що в грі було менше машин і трас, ніж у попередніх іграх, він все ж описав її як «видатну симуляцію перегонів, яка виглядає та звучить приголомшливо, водночас відчуваючи себе надійно точною та задовольняючою на асфальті».  Хоча він відчував, що грі бракує різноманітності, особливо якщо порівнювати її з підсерією Horizon, він писав, що гра була «рішуче сфокусованою грою на кільцевих гонках з ухилом у реальний автоспорт». 

### Нагороди
| рік      | Церемонія                                                 | Категорія | Результат | Ref. |
| -------- | --------------------------------------------------------- | --- | --------- | ---- |
| 2023 рік | Золотий джойстик                                          | style="background: #FDD; color: black; vertical-align: middle; text-align: center; " class="no table-no2"\|Номінація              | [ 29 ]    |      |
| 2023 рік | The Game Awards 2023                                      | style="background: #99FF99; color: black; vertical-align: middle; text-align: center; " class="yes table-yes2"\|Перемога          | [ 30 ]    |      |
| 2023 рік | The Game Awards 2023                                      | style="background: #99FF99; color: black; vertical-align: middle; text-align: center; " class="yes table-yes2"\|Перемога          | [ 30 ]    |      |
| 2024 рік | 27-а щорічна церемонія нагородження DICE                  | style="background: #99FF99; color: black; vertical-align: middle; text-align: center; " class="yes table-yes2"\|Перемога          | [ 31 ]    |      |
| 2024 рік | 20-а церемонія вручення нагород Британської академії ігор | Мультіплеер\|style="background: #FDD; color: black; vertical-align: middle; text-align: center; " class="no table-no2"\|Номінація | [ 32 ]    |      |